# Raymond Bronkhorst
Raymond Bronkhorst (Heemskerk, 6 augustus 1978) is een  Nederlands voormalig profvoetballer.

## Loopbaan als speler

### Amateurvoetbal
Bronkhorst doorliep de jeugdopleiding bij Odin '59, Haarlem waarna hij in 1997/98 bij ADO '20 terechtkwam. Hier was Roy Wesseling trainer. In 2001/02 vertrok Bronkhorst met Wesseling naar Huizen waar hij algeheel amateurkampioen werd.

### Profvoetbal
Vervolgens vertrok Raymond Bronkhorst naar FC Groningen waar hij in twee seizoenen vijftien wedstrijden speelde en eenmaal tot scoren kwam. Vervolgens vertrok Bronkhorst naar Cambuur Leeuwarden waar Roy Wesseling trainer was. Hij werd gehaald voor achter de spitsen en speelt uiteindelijk 90 wedstrijden in drie seizoenen.

### Terug in het amateurvoetbal
Hierna kwam zijn profloopbaan ten einde en kwam hij twee seizoenen uit voor VV DOVO waarna hij werd opgepikt door IJsselmeervogels. Na IJsselmeervogels, waar hij in de jaren 2008 - 2012 onder andere tweemaal landskampioen bij de amateurs werd, sloot hij zijn voetbalcarrière af bij het Heemskerkse ODIN '59.

## Loopbaan als trainer

### ADO' 20
Bij ADO '20 uit Heemskerk begon zijn trainerscarrière. Eerst was hij drie seizoenen assistent-trainer. Hierna was hij drie seizoenen als hoofdtrainer eindverantwoordelijk bij de Heemskerkers.

### FC Lisse
Na zijn periode bij ADO' 20 ging hij in 2020 aan de slag bij Derdedivisionist FC Lisse waar hij kampioen werd en in 2023 besloot te stoppen in verband met veranderde werkzaamheden. Wel zei de in Heemskerk geboren Bronkhorst in de toekomst nog wel terug te willen keren als hoofdtrainer.

### IJsselmeervogels
In maart 2024 maakte ODIN '59 bekend Raymond Bronkhorst te hebben gestrikt als hoofd jeugdopleidingen. Hier zou het echter niet van komen. IJsselmeervogels was namelijk na het mislukte seizoen 2023/24 zonder trainer komen te zitten en kwamen uit bij Raymond Bronkhorst. Hij tekende in Bunschoten-Spakenburg een contract van 1 seizoen als hoofdtrainer waar het doel is terug te keren naar de Tweede divisie. Dit lukte in zijn eerste seizoen.